# هپورلو
هپورلو (ترکی آذربایجانی: Hopurlu) یک منطقهٔ مسکونی در جمهوری آرتساخ است که در استان شاهومیان واقع شده‌است.